# Виндгассен, Вольфганг
Вольфганг Виндгассен (нем. Wolfgang Hermann Windgassen; 26 июня 1914 — 8 сентября 1974, Штутгарт) — немецкий оперный певец (драматический тенор), который прославился как исполнитель партий в музыкальных драмах Вагнера. Жил и работал в Штутгарте. Муж оперной певицы Лоре Виссман.

## Биография
Его отец Фриц Виндгассен был тенором Штутгартской придворной оперы и, позднее, профессором Высшей музыкальной школы Штутгарта. Мать, Валли ван Остен, была известной певицей-сопрано (равно как и её сестра, Ева фон дер Остен).
Вольфганг Виндгассен начал карьеру техником Штутгартской государственной оперы. Обучался пению у отца (у которого учился и Готлоб Фрик) и в Высшей музыкальной школе Штутгарта. В 1939 году дебютировал в Пфорцхайме в партии Пинкертона в опере Пуччини «Мадам Баттерфляй». В 1945 году был приглашён в Штутгартскую государственную оперу, солистом которой оставался до самой смерти.
Вскоре Виндгассен приобрёл славу прежде всего вагнеровского певца. В 1951—1970 годах он регулярно участвовал в вагнеровском фестивале в Байройте где исполнял все партии для своего типа голоса. В 1967 году стал почётным гражданином Байройта. Участвовал в первой студийной записи «Кольца Нибелунга» под управлением сэра Георга Шолти.
Гастролировал в Вене, Лондоне, Милане, Париже, Буэнос-Айресе, Нью-Йорке и многих других городах. С 1970 года работал также как оперный режиссёр. В 1972—1974 годах был художественным руководителем Штутгартской государственной оперы, где, в частности, поставил «Бориса Годунова».

## Творчество
Виндгассена отличали тонкая музыкальность и драматическая насыщенность исполнения. Он принадлежал к наиболее выдающимся певцам-актёрам своего поколения. Его высочайшими достижениями за пределами вагнеровского репертуара считаются роли Флорестана в «Фиделио» Бетховена и Отелло в одноименной опере Верди.